# عمرو بن الحضرمي
عمرو بن الحضرمي من حُلفاء قريش قُتَل في سرية عبد الله بن جحش إلى نخلة على يد الصحابي واقد بن عبد الله التميمي  وذلك في شهر رجب سنة 2 هـ وكان واقد بن عبد الله أول قاتل وابن الحضرمي أول قتيل من المشركين في الإسلام. وقد تفائل اليهود بمقتله وقالوا واقد بن عبد الله قتل عمرو بن الحضرمي، واقد أوقدت الحرب، وعمرو عمرت الحرب، والحضرمي حضرت الحرب، فجعل الله ذلك عليهم لا لهم. ومقتل ابن الحضرمي كان سبباً في غزوة بدر.

## مقتله
قال محمد بن جرير الطبري بعث رسول الله ﷺ في رجب عام 2 هـ عبد الله بن جحش  في ثمانية رهط من المهاجرين ليس فيهم من الأنصار أحد (وزعم الواقدي أنهم اثني عشراً رجلاً) إلى نخلة بين مكة والطائف لرصد قريش ومعرفة أخبارهم.
فسار عبد الله بن جحش بمن معه حتى نزل بنخلة، ومرت به عير لقريش تحمل زبيباً وأدماً وتجارة من تجارة قريش وفيها عمرو بن الحضرمي حليف قريش وعثمان بن عبد الله بن المغيرة المخزومي وأخوه نوفل بن عبد الله والحكم بن كيسان مولى هشام بن المغيرة. وأجمع رأي عبد الله ومن معه من المهاجرين على قتالهم وقتل من قدروا عليه منهم وأخذ ما معهم، فرمى واقد بن عبد الله عمرو بن الحضرمي بسهمٍ فقتله، وأستاسر عثمان بن عبد الله وكيسان مولى هشام وهرب نوفل بن عبد الله، وأقبل عبد الله وأصحابه بالعير والأسيرين حتى قدموا المدينة على رسول الله صل الله عليه وسلم.